# 本由良站
本由良站（日语：／ Hon-Yura eki */?）是位於山口縣山口市嘉川中野浴，西日本旅客鐵道（JR西日本）山陽本線的車站。

## 歷史
- 1900年（明治33年）12月3日 - 山陽鐵道 三田尻站（現時為防府站）至厚狹站之間開通，此站啟用，當時名為阿知須站。為旅客，貨運車站。
  - 當時車站地址是山口縣吉敷郡佐山村（日语：佐山村 (山口県)）國木南。
- 1906年（明治39年）12月1日 - 山陽鐵道國有化（日语：鉄道国有法），成為官設鐵道車站。
- 1909年（明治42年）10月12日 - 制定路線名稱。成為山陽本線車站。
- 1944年（昭和19年）4月1日 - 隨著山口市（第二次）成立，車站地址是山口縣山口市佐山字國木南。
- 1950年（昭和25年）6月1日 - 車站改名為本由良站[1]。
- 1961年（昭和36年）5月1日 - 終止貨物起卸業務。
- 1987年（昭和62年）4月1日 - 伴隨國鐵分割民營化，車站由西日本旅客鐵道（JR西日本）營運。
- 2005年（平成17年）10月1日 - 隨著山口市（第三次）成立，車站地址是使用現址。
- 2018年（平成30年）
  - 7月6日 - 發生2018年7月西日本豪雨使車站暫停服務。
  - 8月1日 - 新山口站至下關站之間再開[2]。

## 車站構造
車站是一座地面車站，現時設有2面2線的單式月台。車站大樓位於1號月台側，設有跨線橋連接3號月台。
此站曾經設有2面3線的混合式月台（單式、島式月台）。島式月台2靠近車站大樓的一面的2號月台（中線）已經設置了柵欄圍閉。而2號月台只可連接下關一方的下行路軌，新山口一方的上行路軌，並沒有架空電纜。
此站由山口地域鐵道部管理的無人車站。

### 月台
| 月台 | 路線      | 上下行 | 方向             |
| ---- | --------- | ------ | ---------------- |
| 1    | ■山陽本線 | 上行   | 新山口、德山方衛 |
| 3    | ■山陽本線 | 下行   | 宇部、下關方向   |

## 使用狀況
以下為近年1日平均乘車人次列表：
| 乘車人次變化 | 乘車人次變化    |
| 年度         | 1日平均乘車人次 |
| ------------ | --------------- |
| 1999         | 256             |
| 2000         | 262             |
| 2001         | 255             |
| 2002         | 271             |
| 2003         | 251             |
| 2004         | 241             |
| 2005         | 214             |
| 2006         | 224             |
| 2007         | 218             |
| 2008         | 214             |
| 2009         | 218             |
| 2010         | 225             |
| 2011         | 249             |
| 2012         | 252             |
| 2013         | 257             |
| 2014         | 256             |
| 2015         | 250             |
| 2016         | 251             |
| 2017         | 253             |
| 2018         | 270             |

## 車站周邊
- 佐山郵局
- 宇部72鄉村俱樂部
- 北方八幡宮
- 西日本旅客鐵道宇部線 岩倉站（日语：岩倉駅 (山口県)）
- 山口宇部道路（日语：山口宇部道路） 由良交匯處（日语：由良インターチェンジ）
- 山口縣道25號宇部防府線（日语：山口県道25号宇部防府線）
- 山口科技園
- 河原谷公園（日语：河原谷公園）
- UNIQLO總部

## 相鄰車站
西日本旅客鐵道
■山陽本線
嘉川－本由良－厚東

## 注腳
1. ↑  「日本国有鉄道公示第89号」『官報』1950年5月8日（國立國會圖書館收藏資料）
2. ↑  . 朝日新聞. 2018-07-07. （原始内容存档于2018-07-16）.
3. ↑  山口縣統計年鑑

## 外部連結
- 本由良｜車站資訊：JR出門網 - 西日本旅客鐵道